# Antwerpen (pokrajina)
Pokrajina Antwerpen (nizozemski: Provincie Antwerpen, francuski: Province d'Anvers) je pokrajina u Flamanskoj regiji u Belgiji. Graniči s pokrajinama Limburg, Flamanski Brabant i Istočna Flandrija. Također na sjeveru graniči s Nizozemskom.
Pokrajina je upravno podijeljena na tri okruga (arondismana) koji se sastoje od ukupno 70 općina.
Najvažniji gospodarski faktor u ovoj pokrajini je Luka Antwerpen koja je jedna od najvećih luka u Europi.

## Općine
Općine ove pokrajine su:
| 1. Aartselaar 2. Antwerpen (grad) 3. Arendonk 4. Baarle-Hertog 5. Balen 6. Beerse 7. Berlaar 8. Boechout 9. Bonheiden 10. Boom 11. Bornem 12. Borsbeek 13. Brasschaat 14. Brecht 15. Dessel 16. Duffel 17. Edegem 18. Essen 19. Geel (grad) 20. Grobbendonk 21. Heist-op-den-Berg 22. Hemiksem 23. Herentals (grad) 24. Herenthout 25. Herselt 26. Hoogstraten (grad) 27. Hove 28. Hulshout 29. Kalmthout 30. Kapellen 31. Kasterlee 32. Kontich 33. Laakdal 34. Lier (grad) 35. Lille | 36. Lint 37. Malle 38. Mechelen (grad) 39. Meerhout 40. Merksplas 41. Mol 42. Mortsel (grad) 43. Niel 44. Nijlen 45. Olen 46. Oud-Turnhout 47. Putte 48. Puurs 49. Ranst 50. Ravels 51. Retie 52. Rijkevorsel 53. Rumst 54. Schelle 55. Schilde 56. Schoten 57. Sint-Amands 58. Sint-Katelijne-Waver 59. Stabroek 60. Turnhout (grad) 61. Vorselaar 62. Vosselaar 63. Westerlo 64. Wijnegem 65. Willebroek 66. Wommelgem 67. Wuustwezel 68. Zandhoven 69. Zoersel 70. Zwijndrecht |

## Okruzi
Tri okruga (arrondissementen) u ovoj pokrajini su:
- Antwerpen
- Mechelen
- Turnhout

## Vanjske poveznice
- (nizoz.) Službena stranica pokrajine Antwerpen